# Grand Prix automobile du Brésil 1989
GP précédent GP suivant
Le Grand Prix automobile du Brésil 1989 (Grande Prêmio do Brasil), disputé le 26 mars 1989 sur le Jacarepaguá, est la 469e épreuve du championnat du monde de Formule 1 courue depuis 1950. Il s'agit de la dix-septième édition du Grand Prix du Brésil comptant pour le championnat du monde de Formule 1, la dixième disputée à Jacarepaguá, quartier de la ville de Rio de Janeiro, et la première manche du championnat 1989.

## Course

### Classement de la course
| Pos. | No | Pilote                | Écurie                | Tours | Temps/Abandon                      | Grille | Points |
| ---- | -- | --------------------- | --------------------- | ----- | ---------------------------------- | ------ | ------ |
| 1    | 27 | Nigel Mansell         | Ferrari               | 61    | 1 h 38 min 58 s 744 (186,034 km/h) | 6      | 9      |
| 2    | 2  | Alain Prost           | McLaren-Honda         | 61    | + 7 s 809                          | 5      | 6      |
| 3    | 15 | Mauricio Gugelmin     | March-Judd            | 61    | + 9 s 370                          | 12     | 4      |
| 4    | 20 | Johnny Herbert        | Benetton-Ford         | 61    | + 10 s 493                         | 10     | 3      |
| 5    | 9  | Derek Warwick         | Arrows-Ford           | 61    | + 17 s 866                         | 8      | 2      |
| 6    | 19 | Alessandro Nannini    | Benetton-Ford         | 61    | + 18 s 241                         | 11     | 1      |
| 7    | 3  | Jonathan Palmer       | Tyrrell-Ford          | 60    | + 1 tour                           | 18     |        |
| 8    | 12 | Satoru Nakajima       | Lotus-Judd            | 60    | + 1 tour                           | 21     |        |
| 9    | 26 | Olivier Grouillard    | Ligier-Ford           | 60    | + 1 tour                           | 22     |        |
| 10   | 4  | Michele Alboreto      | Tyrrell-Ford          | 59    | + 2 tours                          | 20     |        |
| 11   | 1  | Ayrton Senna          | McLaren-Honda         | 59    | + 2 tours                          | 1      |        |
| 12   | 30 | Philippe Alliot       | Larrousse-Lamborghini | 58    | + 3 tours                          | 26     |        |
| 13   | 22 | Andrea De Cesaris     | Dallara-Ford          | 57    | Panne d'essence                    | 15     |        |
| 14   | 38 | Christian Danner      | Rial-Ford             | 56    | Transmission                       | 17     |        |
| Abd. | 6  | Riccardo Patrese      | Williams-Renault      | 51    | Arbre à cames                      | 2      |        |
| Abd. | 10 | Eddie Cheever         | Arrows-Ford           | 37    | Collision                          | 24     |        |
| Abd. | 34 | Bernd Schneider       | Zakspeed-Yamaha       | 36    | Collision                          | 25     |        |
| Abd. | 7  | Martin Brundle        | Brabham-Judd          | 27    | Pression d'essence                 | 13     |        |
| Abd. | 16 | Ivan Capelli          | March-Judd            | 22    | Suspension                         | 7      |        |
| Abd. | 11 | Nelson Piquet         | Lotus-Judd            | 10    | Pompe à essence                    | 9      |        |
| Dsq. | 17 | Nicola Larini         | Osella-Ford           | 10    | Disqualifié                        | 19     |        |
| Abd. | 8  | Stefano Modena        | Brabham-Judd          | 9     | Transmission                       | 14     |        |
| Abd. | 5  | Thierry Boutsen       | Williams-Renault      | 3     | Moteur                             | 4      |        |
| Abd. | 23 | Pierluigi Martini     | Minardi-Ford          | 2     | Moteur                             | 16     |        |
| Abd. | 24 | Luis Pérez-Sala       | Minardi-Ford          | 0     | Collision                          | 23     |        |
| Abd. | 28 | Gerhard Berger        | Ferrari               | 0     | Collision                          | 3      |        |
| Nq.  | 29 | Yannick Dalmas        | Larrousse-Lamborghini |       | Non qualifié                       |        |        |
| Nq.  | 25 | René Arnoux           | Ligier-Ford           |       | Non qualifié                       |        |        |
| Nq.  | 33 | Gregor Foitek         | Eurobrun-Judd         |       | Non qualifié                       |        |        |
| Nq.  | 31 | Roberto Moreno        | Coloni-Ford           |       | Non qualifié                       |        |        |
| Npq. | 21 | Alex Caffi            | Dallara-Ford          |       | Non préqualifié                    |        |        |
| Npq. | 18 | Piercarlo Ghinzani    | Osella-Ford           |       | Non préqualifié                    |        |        |
| Npq. | 39 | Volker Weidler        | Rial-Ford             |       | Non préqualifié                    |        |        |
| Npq. | 32 | Pierre-Henri Raphanel | Coloni-Ford           |       | Non préqualifié                    |        |        |
| Npq. | 41 | Joachim Winkelhock    | AGS-Ford              |       | Non préqualifié                    |        |        |
| Npq. | 35 | Aguri Suzuki          | Zakspeed-Yamaha       |       | Non préqualifié                    |        |        |
| Npq. | 36 | Stefan Johansson      | Onyx-Ford             |       | Non préqualifié                    |        |        |
| Npq. | 37 | Bertrand Gachot       | Onyx-Ford             |       | Non préqualifié                    |        |        |

### Pole position et record du tour
- Pole position :  Ayrton Senna (McLaren-Honda) en 1 min 25 s 302 (vitesse moyenne : 212,323 km/h)[2].
- Meilleur tour en course :  Riccardo Patrese (Williams-Renault) en 1 min 32 s 507 au 47e tour (vitesse moyenne : 195,786 km/h)[3].

### Tours en tête
- Riccardo Patrese (Williams-Renault) : 17 tours (1-15 / 21-22) ;
- Nigel Mansell (Ferrari) : 37 tours (16-20 / 28-44 / 47-61) ;
- Alain Prost (McLaren-Honda) : 7 tours (23-27 / 45-46)[4].

## Statistiques
- 14e victoire pour Nigel Mansell.
- 95e victoire pour Ferrari en tant que constructeur.
- 95e victoire pour Ferrari en tant que motoriste.
- 1er départ en GP pour Johnny Herbert et Olivier Grouillard.
- 1er point pour Johnny Herbert.
- 1er podium pour Mauricio Gugelmin.
- 1er engagement en GP pour l'écurie Onyx (non préqualification).
- Nicola Larini est disqualifié pour avoir pris une mauvaise position sur la grille de départ.